# Eşkıya
Eşkıya é um filme de drama turco de 1996 dirigido e escrito por Yavuz Turgul. Foi selecionado como representante da Turquia à edição do Oscar 1997, organizada pela Academia de Artes e Ciências Cinematográficas.

## Elenco
- Şener Şen - Baran
- Uğur Yücel - Cumali
- Sermin Şen - Keje
- Yeşim Salkım - Emel
- Kamran Usluer - Berfo